# James A. Thurber
James Allen Thurber (* 29. Mai 1943) ist ein US-amerikanischer Politikwissenschaftler und Hochschullehrer an der American University.

## Leben und Wirken
James A. Thurber studierte Politikwissenschaft und im Nebenfach Soziologie an der University of Oregon und erhielt dort 1966 den Bachelorgrad. Anschließend wechselte er an die Indiana University und schloss hier sein Studium 1970 mit der Magisterprüfung ab. Seine Promotion zum Ph.D. erfolgte 1974 ebenfalls an dieser Universität. Bereits von 1970 bis 1974 war er als Assistenzprofessor an der Washington State University tätig. Als solcher wechselte er dann an die American University, die ihn 1979 zum außerordentlichen Professor ernannte. Von 1988 bis 2005 hatte er dann einen Lehrstuhl an eben dieser Universität im „Department of Government“ inne. Jedoch ist er bis heute auch über den Ruhestand hinaus als Hochschullehrer hier tätig.
Im Jahre 1979 begründete er an der American University das „Center for Congressional and Presidential Studies“, das er bis 2017 leitete. Hiermit sind die Schwerpunkte seiner wissenschaftlichen Arbeit genannt: Es ist vor allem die Arbeit des U.S. Kongresses, aber auch die Tätigkeit von Interessengruppen. Außerdem wirkte er in vielen Fachgremien und auf politischen Ebenen als Berater und hielt zahlreiche Gastvorträge an in- und ausländischen Universitäten.

## Veröffentlichungen (Auswahl)
- Congressional budget reform and new demands for public policy analysis. In: Policy analysis, Bd. 2 (1976), S. 197–214.
- (mit J. W. Ellwood): The new Congressional budget process. In: Lawrence C. Dodd (Hrsg.): Congress reconsidered. Praeger, New York 1977, S. 163–192.
- The consequences of budget reform for Congressional-presidential relations. In: The Annals, Bd. 499 (1988), S. 101–113.

- (Hrsg.): Divided democracy. Cooperation and conflict between the President and Congress. CQ Press, Washington, D.C. 1991, ISBN 0-87187-582-9.
- (Hrsg.): Remaking Congress. Change and stability in the 1990s. Congressional Quarterly Inc., Washington, D.C. 1995, ISBN 1-56802-160-7.
- Congressional budget reform. Impact on the Appropriations Committees. In: Public budgeting & finance, Bd. 17 (1997), S. 62–73.
- (Mithrsg.): Crowded airwaves. Campaign advertising in elections. Brookings Institution Press, Washington, D.C. 2000, ISBN 978-0-8157-8456-2.
- (Hrsg.): Campaign warriors. The role of political consultants in elections. Brookings Institution Press, Washington, D.C. 2000, ISBN 0-8157-8453-8.
- (Hrsg.): The battle for Congress. Consultants, candidates, and voters. Brookings Institution Press, Washington, D.C. 2001, ISBN 0-8157-8464-3.
- (Hrsg.): Congress and the internet. Prentice Hall, Upper Saddle River, NJ 2003, ISBN 0-13-099617-3.
- (Hrsg., mit Candice J. Nelson): Campaigns and elections American style. 2. Aufl. Westview Press, Boulder, Colo. 2004, ISBN 0-8133-4181-7.
- (Hrsg.): Rivals for power. Presidential-congressional relations. 3. Aufl. Rowman & Littlefield, Lanham, Md. 2006, ISBN 978-0-7425-3682-1.
- (Hrsg.): Obama in office. Paradigm Publishers, Boulder, Co. 2011, ISBN 978-1-59451-986-4.
- (Hrsg.): American gridlock. The sources, character, and impact of political polarization. Cambridge University Press, New York 2015, ISBN 978-1-10711416-6.
- Congress and diaspora politics. The influence of ethnic and foreign lobbying. State University of New York Press, Albany 2018, ISBN 978-1-4384-7087-0.
- (Mithrsg.): Campaigns and elections American style. The changing landscape of political campaigns. 6. Aufl. Routledge, New York 2024, ISBN 978-0-367-76310-7.